# Denis Constantin
Denis Constantin (* 29. Juli 1980) ist ein mauritischer Badmintonspieler, der später nach Australien wechselte. 

## Karriere
Denis Constantin nahm 2000 im Herrendoppel und -einzel an Olympia teil. Er verlor dabei bei beiden Starts sein erstes Match und wurde somit jeweils 17. in der Endabrechnung. Im gleichen Jahr hatte er in beiden Disziplinen die Afrikameisterschaft gewonnen. 2001 siegte er ebenfalls in Einzel und Doppel bei den South Africa International. 2002 wurde er noch einmal Afrikameister im Herrendoppel.

## Sportliche Erfolge
| Saison | Veranstaltung              | Disziplin    | Platz | Name                                |
| ------ | -------------------------- | ------------ | ----- | ----------------------------------- |
| 1999   | Auckland International     | Mixed        | 3     | Denis Constantin / Vanessa Tyrell   |
| 1999   | Fiji International         | Herrendoppel | 1     | Peter Blackburn / Denis Constantin  |
| 2000   | Afrikameisterschaft        | Herrendoppel | 1     | Denis Constantin / Édouard Clarisse |
| 2000   | Afrikameisterschaft        | Herreneinzel | 1     | Denis Constantin                    |
| 2000   | Olympia                    | Herreneinzel | 17    | Denis Constantin                    |
| 2000   | Olympia                    | Herrendoppel | 17    | Denis Constantin / Eddy Clarisse    |
| 2001   | South Africa International | Herrendoppel | 1     | Denis Constantin / Stephan Beeharry |
| 2001   | South Africa International | Herreneinzel | 1     | Denis Constantin                    |
| 2002   | Afrikameisterschaft        | Herrendoppel | 1     | Denis Constantin / Stephan Beeharry |
| 2002   | Afrikameisterschaft        | Herreneinzel | 3     | Denis Constantin                    |